# Karka (miejsce biblijne)
Karka lub Karkaa (podłoga) – miejsce wymienione w biblijnej Księdze Jozuego 15:3 na południowej granicy plemienia Judy.

## Lokalizacja
Lokalizacja tego miejsca nie jest znana.